# Sodolovce
Sodolovce (horvátul: Šodolovci, szerbül: Шодоловци) falu és község Horvátországban, Eszék-Baranya megyében.

## Fekvése
Eszéktől légvonalban 18, közúton 20 km-re délre, Diakovártól 20 km-re északkeletre, Szlavónia középső részén, a Szlavóniai-síkságon, Karatna és Petrova Slatina között fekszik.

## A község települései
A közsgéghez közigazgatásilag Ada, Kaporna (Koprivna), Palacsa (Palača), Paulin Dvor, Petrova Slatina, Szilas (Silaš) és Sodolovce települések tartoznak.

## Története
A település mezőgazdasági majorként keletkezett a Vuka akkori, még szabályozatlan jobb partján. Az első katonai felmérés térképén „Szodolovcze” néven még majorként található. Nagy Lajos 1829-ben kiadott művében „Shodolovcze” néven 4 házzal, 36 lakossal a praediumok között találjuk. A 19. század második felében a környező földek megművelésére magyar családokat telepítettek ide.
1857-ben 43, 1910-ben 303 lakosa volt. Szerém vármegye Vukovári járásának része volt. Az 1910-es népszámlálás adatai szerint lakosságának 53%-a magyar, 22%-a horvát, 17%-a szerb, 4%-a német anyanyelvű volt. Az első világháború után 1918-ban az új szerb-horvát-szlovén állam, majd később (1929-ben) Jugoszlávia része lett. 1922-ben Dalmácia, a Bánság, Lika, a Kordun és Montenegró területéről főként szerb családokat telepítettek be. A második világháború idején a partizánok a magyar lakosságot elűzték. Helyükre a háború után szerbek települtek. 1991-től a független Horvátországhoz tartozik. 1991-ben lakosságának 87%-a szerb, 7%-a horvát, 5%-a jugoszláv nemzetiségű volt. Sodolovce 1993-ban a közigazgatás átszervezésével lett községközpont. 2011-ben 338, a községnek összesen 1653 lakosa volt. A településen községháza, egészségház, iskola és kultúrház található.

## Lakossága
| Lakosság változása | Lakosság változása | Lakosság változása | Lakosság változása | Lakosság változása | Lakosság változása | Lakosság változása | Lakosság változása | Lakosság változása | Lakosság változása | Lakosság változása | Lakosság változása | Lakosság változása | Lakosság változása | Lakosság változása | Lakosság változása |
| ------------------ | ------------------ | ------------------ | ------------------ | ------------------ | ------------------ | ------------------ | ------------------ | ------------------ | ------------------ | ------------------ | ------------------ | ------------------ | ------------------ | ------------------ | ------------------ |
| 1857               | 1869               | 1880               | 1890               | 1900               | 1910               | 1921               | 1931               | 1948               | 1953               | 1961               | 1971               | 1981               | 1991               | 2001               | 2011               |
| 43                 | 229                | 148                | 207                | 177                | 303                | 275                | 504                | 699                | 638                | 678                | 587                | 737                | 486                | 365                | 338                |

(1931-ig településrészként, 1948-tól önálló településként.)

## Gazdaság
A helyi gazdaság alapja a mezőgazdaság és az állattartás. A leggyakoribb mezőgazdasági növények a búza, a kukorica, a napraforgó, a szójabab és a cukorrépa. A savanyú talaj a dohány és a paprika termesztésére is alkalmas. A Palača, Szilas és Paulin Dvor településeken található feketeföld különösen alkalmas a görögdinnye termesztésére, így ezekben a településekben a lakosság nagy számban ennek a kultúrának a termelésével foglalkozik. A talaj alkalmassága miatt az egyesek elkezdtek mogyoró- és dióültetvényeket telepíteni. Nagy probléma és veszély a lakosság biztonsága szempontjából, hogy a mezőgazdasági földterület nagy részét érintő aknamentesítési folyamat rendkívül lassú.

## Kultúra
A község egyetlen kulturális egyesülete Szilason működik.

## Oktatás
A településen az ernőházi elemi iskola alsó tagozatos területi iskolája működik.

## Sport
Az első futball-labdát 1931-ben Špiro Čolović hozta a településre, ahol megalapította az NK Hajduk Šodolvci labdarúgóklubot. A klub tevékenysége a második világháború után újraindult és 1991-ig, a délszláv háború kitöréséig működött. A háború utáni békés reintegráció ismét elindította a társadalmi tevékenységeket, és kezdeményezés indult egy futballklub létrehozására, mivel úgy érezték, hogy a sportnak, a kultúrának és az azt követő fiataloknak prioritást kell adni a közösségben. A klubot 2006-ban alapították újra. A megyei 3. ligában szerepel.